# Paul Suter (Radsportler)

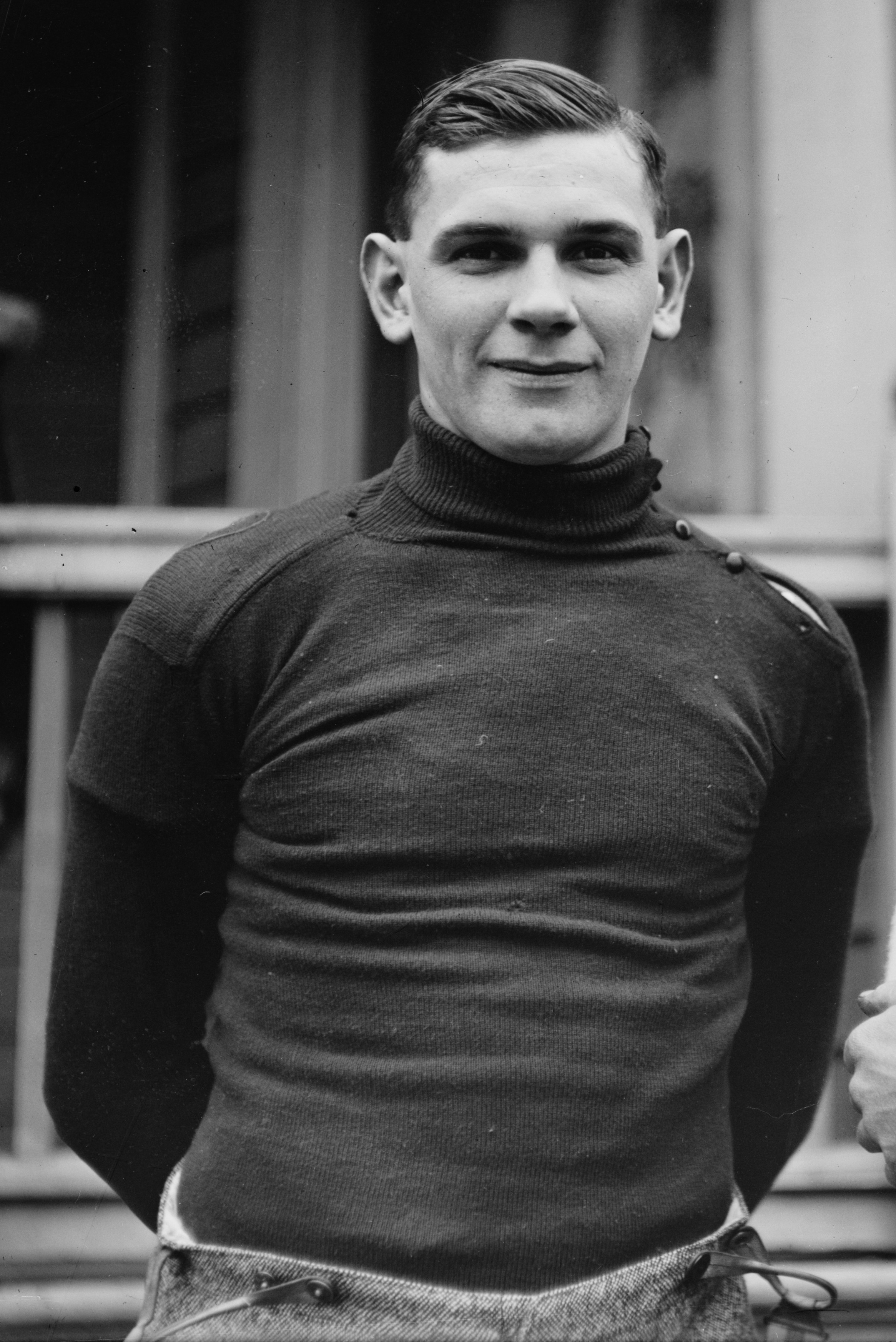
Paul Suter (1912)

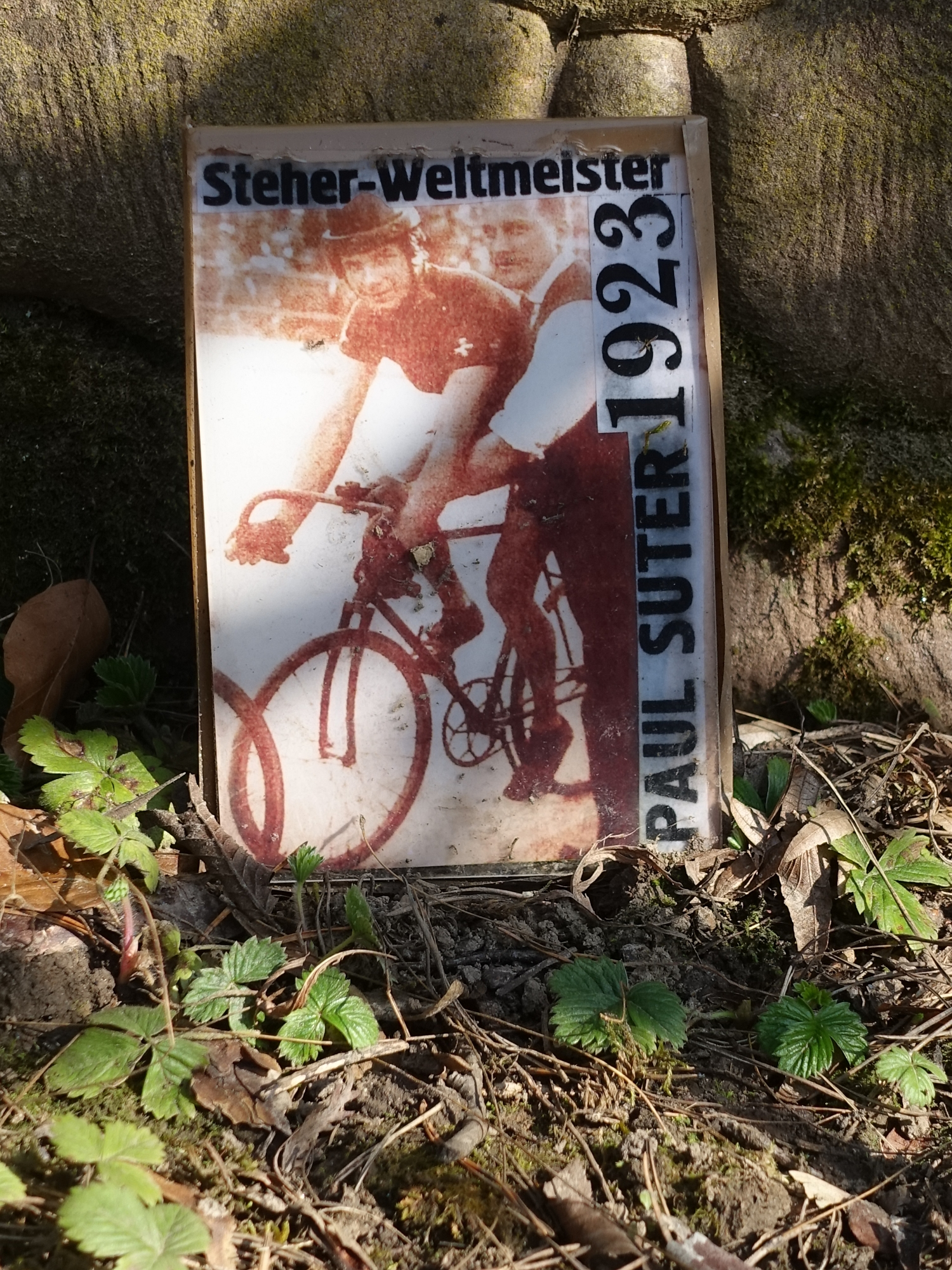
Grab auf dem Friedhof am Hörnli.

Paul Suter (* 9. März 1892 in Gränichen; † 6. April 1966 in Paris) war ein Schweizer Radrennfahrer.
Paul Suter war einer von sechs Brüdern (Max, Franz, Fritz, Gottfried und Heiri), die alle Radrennfahrer waren. Er gewann 1910 als Amateur die erste Meisterschaft von Zürich (Züri-Metzgete), das damals bedeutendste Schweizer Eintagesrennen. Er war von 1911 bis 1930 Profi. 1911 gewann er Rund um Sachsen und wurde Dritter im Eintagesrennen Wien–Berlin. Im selben Jahr gewann er gemeinsam mit seinem Bruder Franz das Sechstagerennen von Hamburg; damit waren sie die ersten Schweizer, denen ein Sieg bei einem Sechstagerennen gelang. 1911 bis 1913 gewann er das Eintagesrennen München–Zürich.
Noch vor dem Ersten Weltkrieg wandte sich Paul Suter 1914 dem Stehersport zu. Siebenmal wurde er in dieser Disziplin Schweizer Meister. Im Jahre 1923 wurde er vor heimischem Publikum in Zürich Weltmeister. Auch nach seinem Rücktritt blieb er im Metier und wurde Schrittmacher. Er führte seinen Bruder Heiri zu zwei Meistertiteln.
1914 wurde sein Bruder Franz bei einem Spaziergang in einem Pariser Vorort an einem Bahnübergang von einem Zug erfasst und starb im Alter von 24 Jahren vor den Augen von Paul Suter.
Suter fand seine letzte Ruhestätte auf dem Friedhof am Hörnli.